# Polarität (Virologie)
Die Polarität einer Nukleinsäure beschreibt in der Virologie das Verhältnis eines einzelsträngigen viralen Genoms zur Leserichtung der späteren messenger-RNA (mRNA), die sich von diesem Genom ableitet. 
Allgemein gilt, dass eine Nukleinsäure, die in 5'→3'-Richtung (der Leserichtung der Ribosomen bei der Translation) die korrekte Abfolge der Basentripletts für das spätere Protein besitzt, als positiv-strängig oder sense („sinnig“) bezeichnet wird.
Bei einer einzelsträngigen (ss, single-stranded) RNA und einer einzelsträngigen DNA mit positiver Polarität entspricht die Basenfolge in  5'→3'-Richtung der späteren mRNA. Bei einer ssRNA und einer ssDNA mit negativer Polarität ist das Genom jeweils komplementär zur mRNA.
Die Unterscheidung der Polarität von Nukleinsäuren ergibt sich aus der Tatsache, dass bei einer doppelsträngigen (ds, double-stranded) Nukleinsäure (dsRNA oder dsDNA) jeweils nur ein Strang der Transkription der mRNA dient, hingegen der zweite Strang nur komplementär, wie spiegelverkehrt auf dem Kopf stehend, die genetische Information wiedergibt. 
Bei Viren unterscheidet man drei Arten der Polarität des Genoms: die (+)-Polarität (sense), die (−)-Polarität (antisense) und das Vorkommen von (+)- und (−)-Polarität auf ein und demselben Strang (ambisense). Diese Unterscheidung spiegelt verschiedene Replikationsstrategien von Viren wider und ist daher für die Klassifikation von Viren von großer Bedeutung. Auch die Mitglieder von Verwandtschaftsgruppen von Viren haben meist ein und dieselbe Polarität. In dem Maße, in dem mit der Abgrenzung von Verwandtschaftsgruppen höherer taxonomischer Ränge (von Ordnung aufwärts) zunehmend auch Viren verschiedener Polarität zusammengefasst werden, hat die Bedeutung für die taxonomische Einteilung jedoch in der letzten Zeit abgenommen.

## (+)-Polarität (sense)
RNA-Viren
Bei Viren mit einzelsträngiger (+)ssRNA als Genom entspricht die Abfolge der Basen derjenigen der späteren mRNA. Bei Viren mit (+)ssRNA, die einer mRNA entspricht, wird diese direkt an den Ribosomen zu Protein translatiert (siehe Abbildung). Alle Viren mit einem (+)ssRNA-Genom müssen für eine eigene RNA-abhängige RNA-Polymerase kodieren, die in einem ersten Schritt vom in die Zelle eindringenden RNA-Strang abgelesen werden muss. Die Vermehrung der viralen ssRNA erfolgt über einen komplementären (−)-Strang als Matrize für weitere (+)-Stränge. Bekannte Beispiele für die sehr zahlreichen Viren mit (+)ssRNA sind die Flaviviridae (z. B. das Hepatitis-C-Virus) und die Picornaviridae.
DNA-Viren
Bei den (seltenen) (+)ssDNA-Viren erfolgt die Synthese der mRNA am codogenen, komplementären (−)-Strang, der nur während der Replikation in der Zelle vorliegt. Zuvor wird der DNA-Einzelstrang durch zelluläre DNA-Polymerasen zu einem Doppelstrang ergänzt. Eine (+)ssDNA findet man bei den Bakteriophagenfamilien Inoviridae und Microviridae (zirkuläre (+)ssDNA), wie auch bei den Pflanzenviren der Nanoviridae (segmentierte (+)ssDNA).

## (−)-Polarität (antisense)
RNA-Viren
Bei einer (−)ssRNA erfolgt stets eine Vervollständigung zu einem RNA-Doppelstrang, dessen neugebildeter komplementärer RNA-Strang der mRNA entspricht und zu Protein translatiert werden kann. Eukaryotische Zellen besitzen kein Enzym, das die Komplementierung einer ssRNA zu einem dsRNA-Strang katalysiert. Daher müssen Viren mit einem (−)ssRNA-Genom stets mindestens ein Molekül einer viralen RNA-Polymerase in ihrem Virion eingebaut haben, das dann am Beginn der Virusvermehrung in der Zelle die virale Protein- und RNA-Synthese einleiten kann. Viren mit negativsträngiger ssRNA machen die Mehrheit aller Virusspezies aus. Zu ihnen gehören Viren aus der Ordnung Mononegavirales (die ihren Namensteil -nega der Negativität des nicht-segmentierten Genoms verdanken), sowie die Familie der Orthomyxoviridae (z. B. die Gattungen Influenzavirus). 
DNA-Viren
Bei (−)ssDNA-Viren wird die mRNA direkt an diesem Strang synthetisiert oder zuvor von zellulären DNA-Polymerasen zu einem Doppelstrang komplettiert. Der komplementäre DNA-Strang entspricht in der Basenfolge der mRNA. Ein (−)ssDNA-Genom findet sich bei den Geminiviridae (zirkuläre (−)ssDNA, Pflanzenviren) und der Gattung Gyrovirus der Familie Anelloviridae (zirkuläre (−)ssDNA, Vertebratenviren).

## (+/−)-Polarität (ambisense)
Eine besondere Mischform eines sense- und antisense-Genoms gibt es bei einigen ssRNA- und ssDNA-Viren. Dabei liegen auf einem einzelnen Nukleinsäure-Strang beide Polaritäten vor, was man als ambisense-Polarität oder (+/−)-Polarität bezeichnet. Die Gene sind dann auf mindestens zwei Nukleinsäure-Stränge verteilt, von denen einer gelegentlich erst als komplementäre Sequenz erzeugt werden muss. Die beiden verschiedenen Polaritäts-Bereiche werden entweder unabhängig voneinander in mRNA umgeschrieben (in antisense-Bereichen, entsprechend ihrer Leserichtung) oder können direkt als mRNA abgelesen werden (sense-Bereiche) bzw. entsprechen der mRNA.
Die ambisense-Polarität darf nicht mit dem gleichzeitigen oder alternativen Vorliegen von einzelnen (+)- und (−)-Strängen (z. B. bei Parvoviridae) im viralen Genom verwechselt werden, auch nicht mit dem Vorliegen von offenen Leserahmen in beide Richtungen einer doppelsträngigen Nukleinsäure (z. B. bei den Polyomaviridae).
Viren mit ambisense-ssRNA sind die Arenaviridae (z. B. Lassafieber-Virus) und mit partieller ambisense-Polarität die Bunyaviridae. Eine ambisense-ssDNA findet sich in der Gattung Circovirus der Familie Circoviridae.